# Đồ gốm men ngọc
Đồ gốm men ngọc hay đồ gốm men xanh là đồ gốm được tráng men màu xanh lục nhạt của ngọc. Men ngọc là một loại men gốm trong suốt, thường với các vết rạn nhỏ, đầu tiên được sử dụng trên các loại đồ gốm màu xanh lục nhưng sau này cũng được sử dụng trên các loại đồ gốm sứ khác. Đồ gốm men ngọc bắt nguồn từ Trung Quốc và các lò đáng chú ý như lò Long Tuyền ở tỉnh Chiết Giang là nổi tiếng vì màu men ngọc trên các sản phẩm của mình. Sản xuất đồ gốm men ngọc sau này lan rộng sang các khu vực khác tại Đông Á, như tại Nhật Bản và Triều Tiên cũng như Đông Nam Á như tại Việt Nam và Thái Lan. Cuối cùng thì các lò gốm châu Âu cũng làm ra được một số sản phẩm gốm men ngọc, nhưng nó chưa bao giờ là sản phẩm gốm chủ yếu tại đây. Các sản phẩm tinh xảo nhất là đồ sứ, nhưng cả màu và men ngọc đều có thể tạo ra trên các sản phẩm sành và đất nung. Phần lớn các đồ gốm men ngọc Long Tuyền thời kỳ đầu nằm trên ranh giới giữa đồ sành và đồ sứ theo định nghĩa phương Tây, nhưng được gọi chung tại Trung Hoa là đồ sứ.
Trong nhiều thế kỷ thì đồ gốm men ngọc được các triều đình Trung Hoa đánh giá cao, trước khi bị thay thế theo thị hiếu bằng các loại đồ gốm được trang trí, đặc biệt là đồ gốm hoa lam trong thời Nguyên. Sự tương đồng về màu sắc với ngọc, theo truyền thống là vật liệu được đánh giá rất cao tại Trung Quốc, là lý do chính trong sức hấp dẫn của nó. Đồ gốm men ngọc vẫn được tiếp tục sản xuất tại Trung Quốc ở quy mô nhỏ hơn, thường là với ý thức phục hồi các phong cách gốm cổ. Tại Triều Tiên đồ gốm men ngọc được sản xuất trong thời kỳ Cao Ly (918–1392) được coi là kinh điển của đồ sứ Triều Tiên.
Màu men ngọc được sản xuất theo phương pháp cổ điển bằng cách nung một loại men có chứa ít oxide sắt ở nhiệt độ cao trong lò khử. Các vật liệu phải được tinh chế, vì các hóa chất khác có thể làm thay đổi hoàn toàn màu sắc. Quá ít oxide sắt tạo ra màu xanh lam (đôi khi là hiệu ứng mong muốn), và quá nhiều oxide sắt sẽ tạo ra màu nâu ôliu và cuối cùng là màu đen; lượng phù hợp là từ 0,75% đến 2,5%. Sự hiện diện của các hóa chất khác cũng có thể gây ra ảnh hưởng, như titan dioxide tạo ra vết màu hơi vàng.

## Từ nguyên

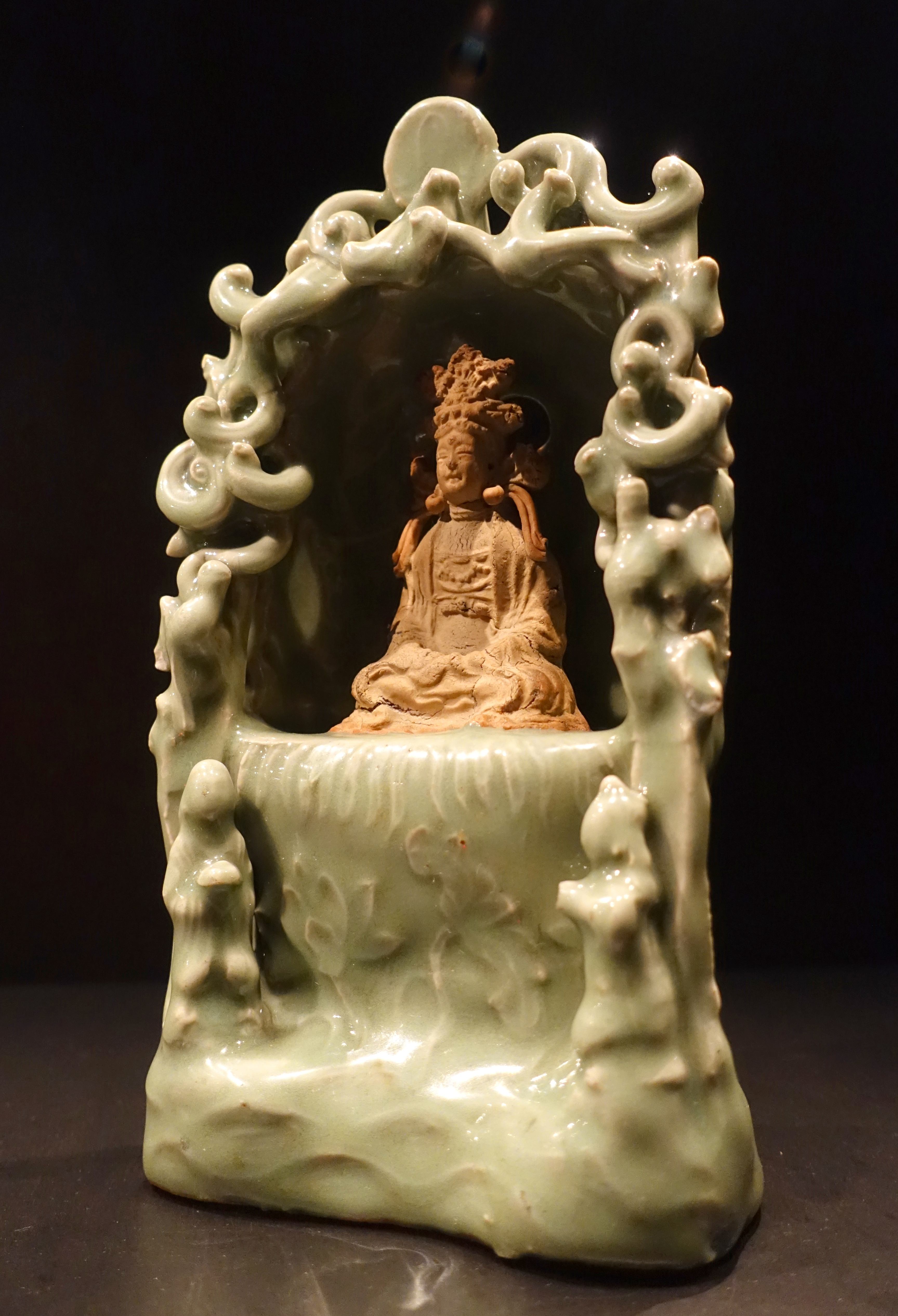
Tượng Phật Bà Quan Âm thời Minh được nung mộc không tráng men.

Trong một số ngôn ngữ phương Tây, các từ như celadon, céladon, seladon, celadón, селадон chỉ nước men màu xanh lục nhạt của ngọc trên các đồ gốm được những người châu Âu am hiểu đồ gốm nghĩ ra để chỉ loại đồ gốm này. Thuyết được công nhận nhiều nhất cho rằng từ này lần đầu tiên xuất hiện tại Pháp trong thế kỷ 17 và nó được đặt theo tên chàng chăn cừu Celadon trong tiểu thuyết lãng mạn đồng quê Pháp là L'Astrée viết năm 1627 của Honoré d'Urfé, trong đó nhân vật chính được mô tả là đeo những dải ruy băng màu xanh lục xám nhạt (Tới lượt mình thì D'Urfe lại vay mượn hình tượng nhân vật này từ Metamorphoses quyển 5 và quyển 12 của Ovid.) Một thuyết khác lại cho rằng từ này là sự sửa đổi sai lệch tên gọi của Saladin (Salah ad-Din), sultan của vương quốc Ayyub, người vào năm 1171 đã tặng 40 đồ vật bằng gốm cho Nur ad-Din Zengi, sultan của tỉnh Syria. Thuyết thứ ba cho rằng từ này phát sinh từ tiếng Phạn sila và dhara, tương ứng có nghĩa là "xanh lục" và "đá".

## Sản xuất và đặc trưng

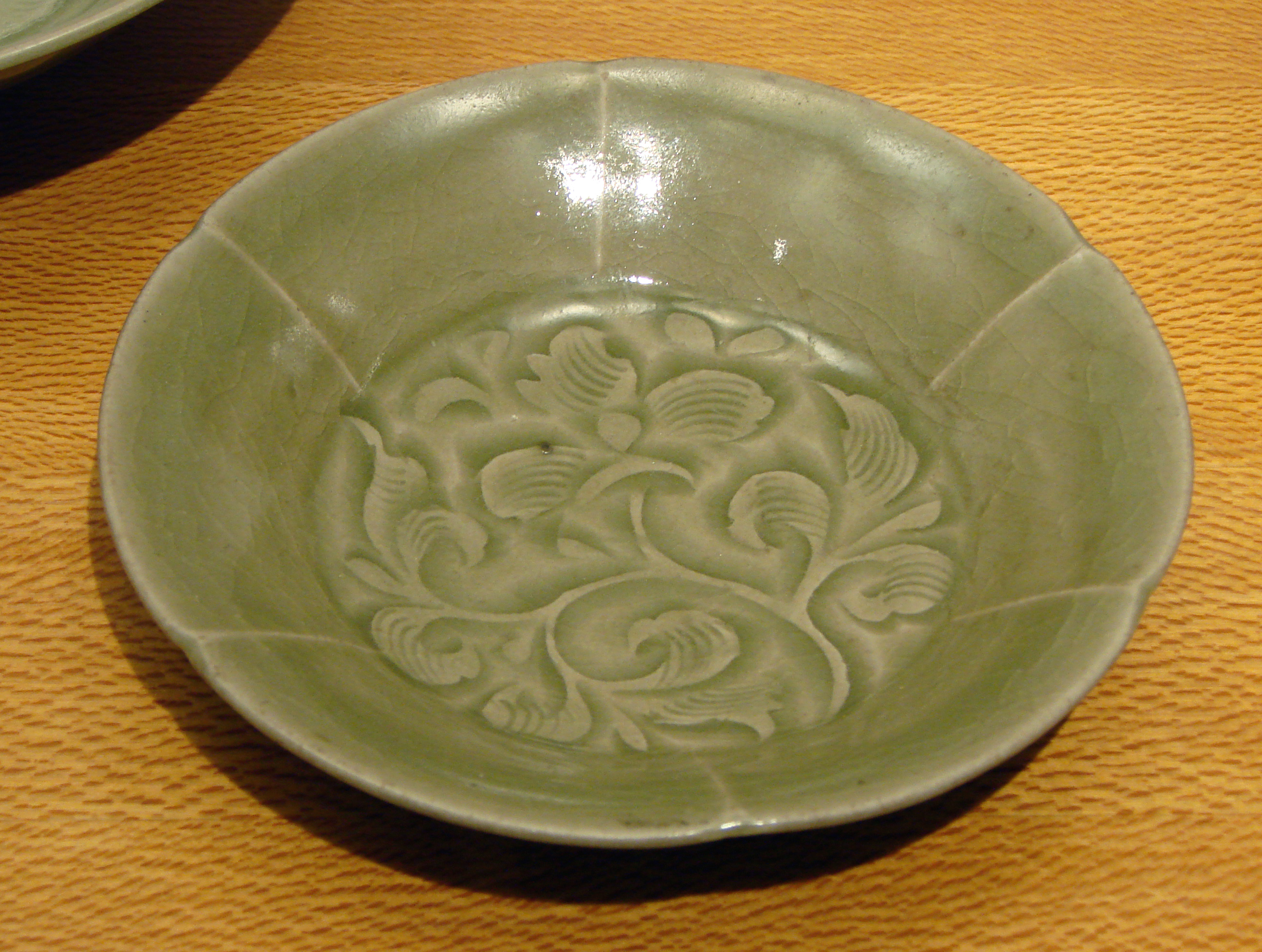
Một cái đĩa gốm Diệu Châu với trang trí chạm khắc và chải lược, thời Bắc Tống.

Men ngọc là từ để chỉ một nhóm các loại men màu thường là trong suốt một phần, nhiều loại với "da rạn" rõ nét (đôi khi còn được nhấn mạnh), hay các vết rạn nhỏ trên men, được sản xuất với nhiều loại màu, nói chung được dùng trên các thân/xương gốm là sành hay sứ.
Cái gọi là "men ngọc thật sự" theo ít nhất một định nghĩa chặt chẽ là men gốm yêu cầu nhiệt độ lò nung tối thiểu 1.260 °C (2.300 °F), với khoảng nhiệt độ  ưa thích là 1.285 đến 1.305 °C (2.345 đến 2.381 °F) và nung trong môi trường khử, bắt nguồn từ đầu thời kỳ Bắc Tống (960–1127). Màu xanh xám hay xanh lục nhạt độc đáo của men ngọc là kết quả của sự biến đổi sắt oxide từ dạng sắt (III) thành sắt (II) (Fe2O3 → FeO) trong quá trình nung. Các sản phẩm riêng lẻ trong cùng một mẻ nung có thể có màu sắc khá khác biệt, từ các biến thiên nhỏ trong các điều kiện môi trường tại các phần khác nhau của lò nung. Trong phần lớn thời gian lịch sử thì màu xanh lục là màu mong muốn, gợi nhớ tới màu của ngọc bích, loại vật liệu được đánh giá rất cao trong văn hóa Trung Hoa.
Men ngọc có thể sản xuất theo nhiều loại màu, bao gồm lục, trắng, xám, lam, vàng; phụ thuộc vào một số yếu tố sau:
1. Độ dày của lớp men quét/tráng vào,
2. Loại đất sét mà men được quét/tráng vào,
3. Thành phần hóa học chính xác của các chất tạo thành men,
4. Nhiệt độ nung,
5. Độ/Tính khử trong môi trường lò nung, và
6. Độ mờ đục trong men.

Các sắc màu nổi tiếng và được mong muốn nhất dao động từ màu xanh lục nhạt đến màu xanh lục đậm, thường là mô phỏng sắc xanh của ngọc bích. Hiệu ứng màu chủ yếu được tạo ra bởi sắt oxide trong công thức làm men hoặc trong xương đất sét. Men ngọc gần như chỉ được nung trong lò khử vì các thay đổi hóa học của sắt oxide kèm theo sự lấy đi oxy tự do là những gì tạo ra màu sắc mong muốn. Như đối với phần lớn các loại men, rạn men (một khuyết tật men) có thể xảy ra trong lớp men tráng, và nếu đặc trưng này là mong muốn thì người ta gọi nó là men rạn.

## Đông Á

### Gốm men ngọc Trung Quốc

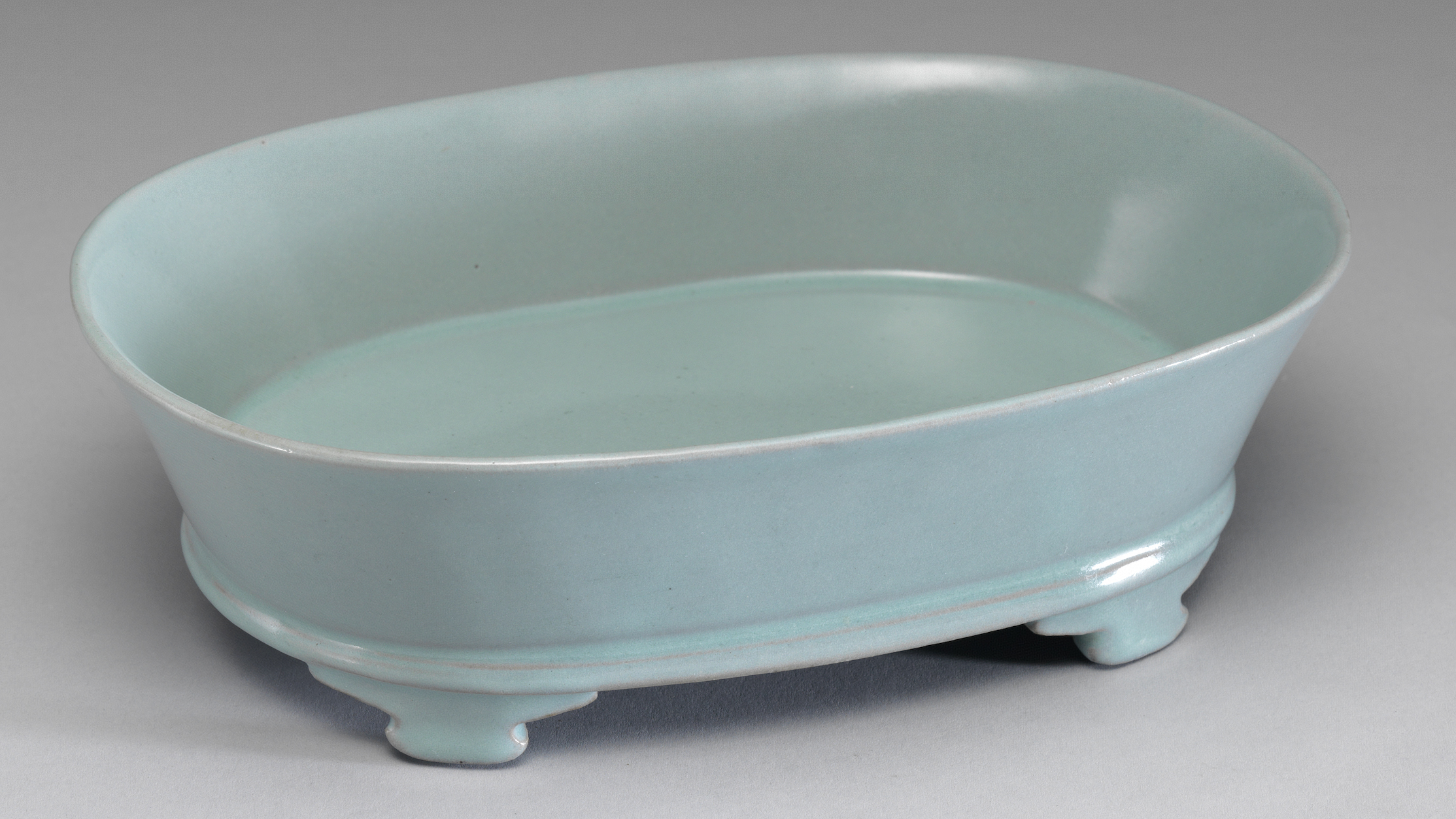
Chậu thủy tiên với nước men lục ánh lam nhạt, đồ gốm Nhữ, Bảo tàng Cố cung Quốc gia.

Đồ gốm màu xanh lục được tìm thấy trong các đồ đất nung từ thời nhà Thương trở đi. Nhà khảo cổ học Vương Trọng Thù (王仲殊) thông báo rằng các mảnh gốm với men ngọc đã được khai quật từ các hầm mộ có từ thời Đông Hán (25–220) ở Chiết Giang, và loại đồ gốm này đã được nhiều người biết đến từ thời Tam Quốc (220–265). Các đồ gốm như thế được người ta gọi là gốm tiền-men ngọc, và chúng nói chung có màu nâu hay vàng, không có nhiều màu xanh lục.
Kiểu gốm men ngọc sớm nhất là gốm Việt Châu, được một số lò nung ở miền bắc Trung Quốc kế tục, làm ra các sản phẩm được biết đến như là đồ gốm men ngọc phương bắc, đôi khi được triều đình sử dụng. Được biết đến nhiều nhất trong số này có lẽ là đồ gốm Diệu Châu. Tất cả các loại đồ gốm này đã từng được xuất khẩu rộng khắp tới phần còn lại của Đông Á và thế giới Hồi giáo.
Gốm men ngọc Long Tuyền được sản xuất lần đầu trong thời kỳ Bắc Tống, nhưng phát triển rực rỡ trong thời kỳ Nam Tống, do kinh đô chuyển về phương nam và các lò nung phía bắc thoái trào. Chúng có men màu ánh lam, lục-lam, lục ôliu và xương gốm có hàm lượng silica và chất kiềm ngày càng tăng, tương tự như đồ sứ sau này được sản xuất tại Cảnh Đức Trấn và Đức Hóa chứ không giống như đồ sành.
Tất cả các loại đồ gốm đề cập trên đây chủ yếu có màu men là một số sắc xanh lục. Các đồ gốm khác có thể được phân loại là gốm men ngọc thường có màu xanh lam nhạt cũng được người Trung Quốc đánh giá rất cao, hoặc các sắc nâu và trắng nhạt khác nhau. Chúng thường được đánh giá cao nhất vào thời gian đó và bởi những người sành sỏi đồ gồm Trung Quốc sau này, và đôi khi được làm chỉ dành riêng cho triều đình. Chúng bao gồm gốm Nhữ, gốm Quan và gốm Ca, cũng như các loại thời kỳ đầu của cái gọi là đồ gốm "bí sắc" (màu bí truyền), cuối cùng đã được nhận biết khi kho báu bí mật trong bảo tháp của chùa Pháp Môn được mở ra.
Một lượng lớn đồ gốm men ngọc Long Tuyền đã được xuất khẩu khắp Đông Á, Đông Nam Á và Trung Đông trong thế kỷ 13-15. Các đĩa gốm men ngọc lớn đặc biệt được hoan nghênh ở các quốc gia Hồi giáo. Kể từ khoảng năm 1420, các bá tước xứ Katzenelnbogen đã sở hữu món đồ gốm men ngọc nhập khẩu cổ nhất tại châu Âu, được đưa đến châu Âu gián tiếp thông qua thế giới Hồi giáo. Nó là một chiếc cốc được gắn trên chân đế kim loại ở châu Âu, và được trưng bày trong Bảo tàng bang Hessen (Hessisches Landesmuseum) tại Kassel. Sau sự phát triển của gốm hoa lam trong đồ gốm Cảnh Đức Trấn vào đầu thế kỷ 14, đồ gốm men ngọc dần lỗi mốt ở cả thị trường Trung Quốc và thị trường xuất khẩu, và sau khoảng năm 1500 thì cả chất lượng lẫn số lượng sản xuất đều giảm đi nhiều, mặc dù có một số cố gắng khôi phục gốm men ngọc cổ trên đồ sứ Cảnh Đức Trấn trong những thế kỷ sau đó.
Trang trí trên đồ gốm men ngọc Trung Quốc thông thường chỉ bằng cách tạo hình xương gốm hoặc tạo các thiết kế nông trên bề mặt phẳng cho phép men đọng lại ở những chỗ trũng, tạo ra màu sắc sâu hơn để làm nổi bật thiết kế. Trong cả hai phương pháp thì chạm khắc, đúc khuôn và một loạt các kỹ thuật khác có thể được sử dụng. Rất hiếm khi có bất kỳ sự tương phản nào với một màu hoàn toàn khác, ngoại trừ trường hợp các bộ phận của một sản phẩm đôi khi được để lại như là gốm nung mộc không tráng men trong đồ gốm men ngọc Long Tuyền.

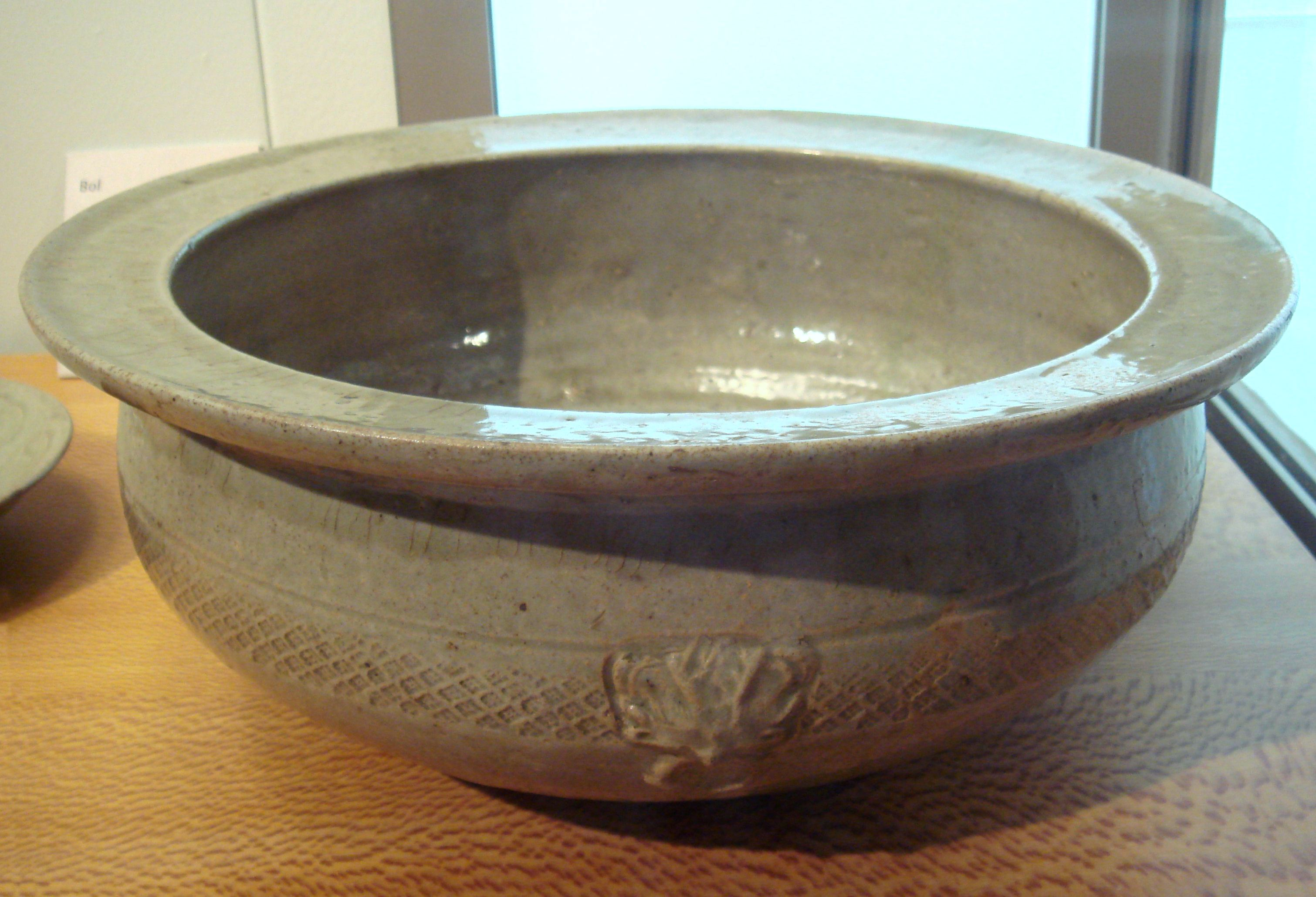
Bát gốm Việt Châu, thế kỷ 3, Tây Tấn, Chiết Giang.
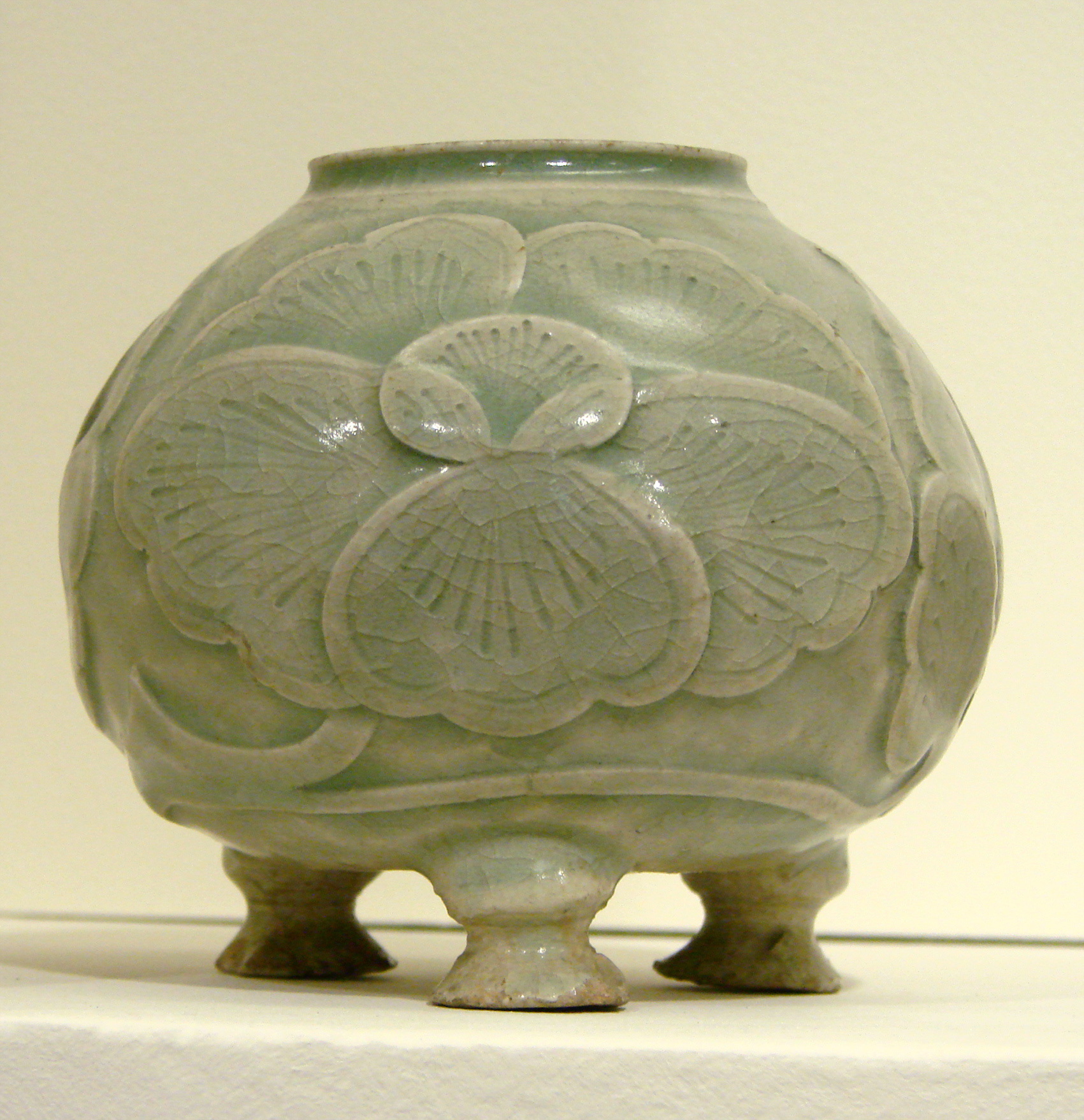
Đồ gốm Diệu Châu (gốm men ngọc phương bắc), với trang trí chạm khắc và chạm trổ, thế kỷ 10.
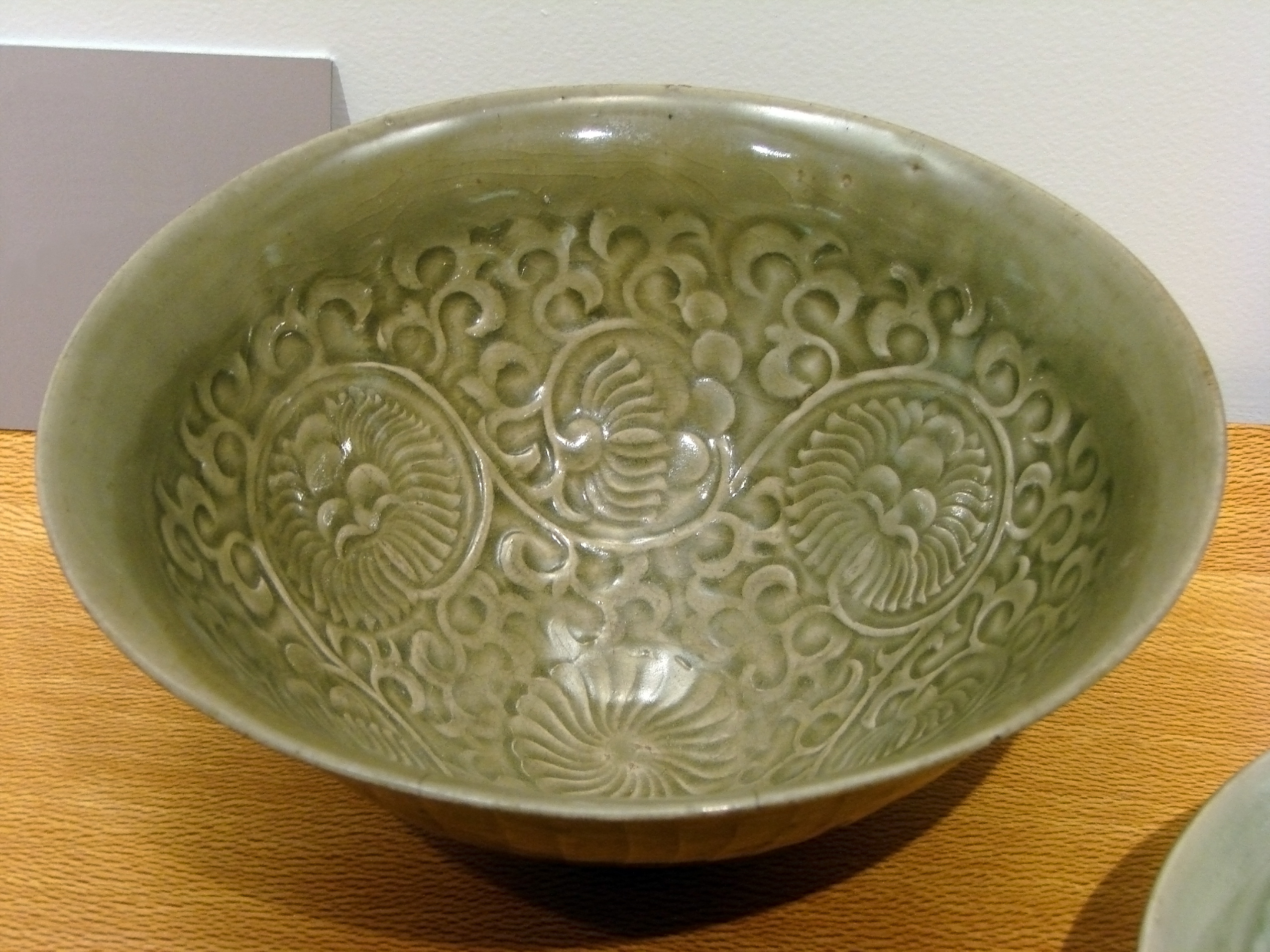
Đồ gốm Diệu Châu, tỉnh Thiểm Tây, nhà Tống, thế kỷ 10–11.
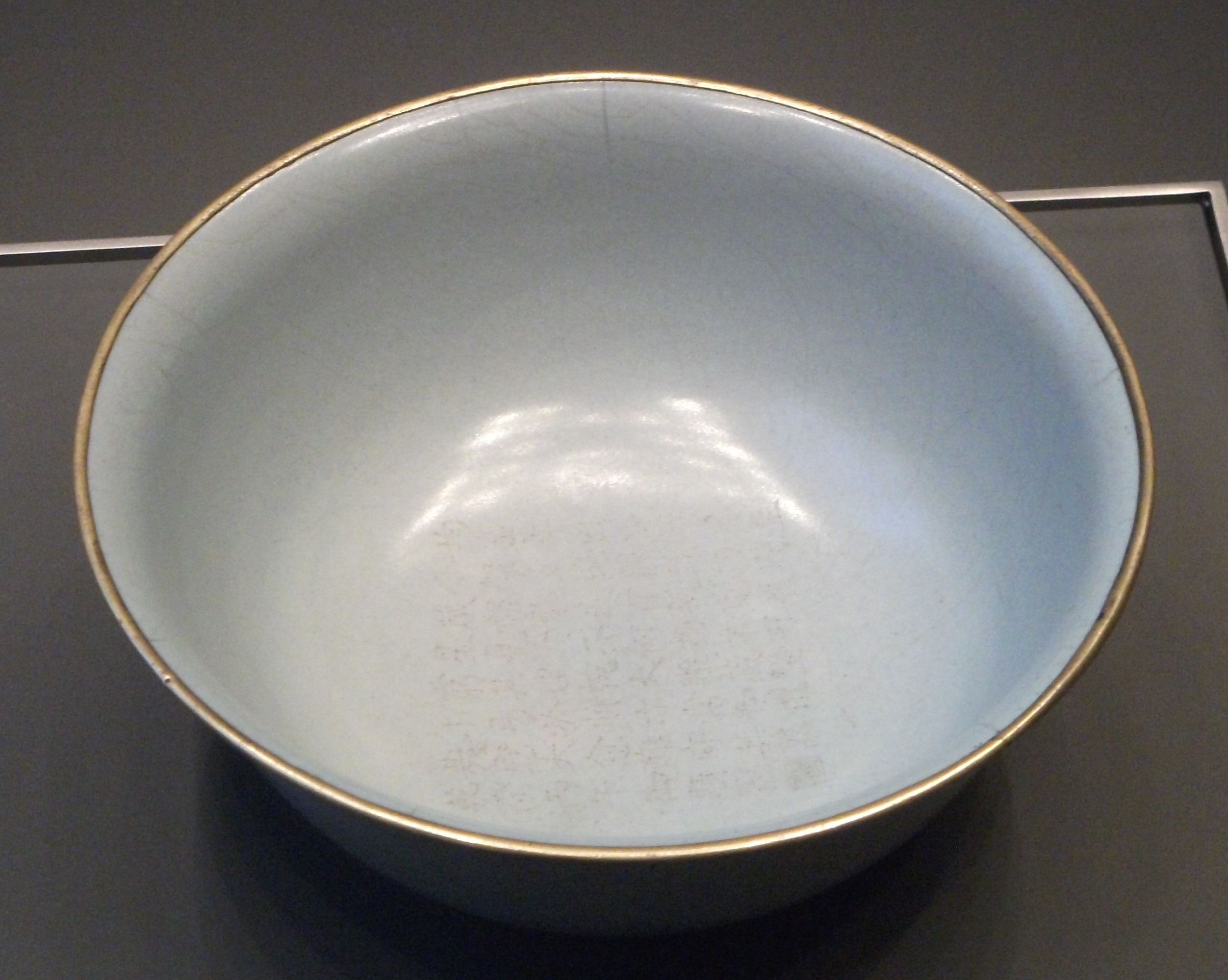
Bát gốm Nhữ, với gờ kim loại, được làm để cung tiến cho các các hoàng đế Bắc Tống, khoảng 1110–1125.
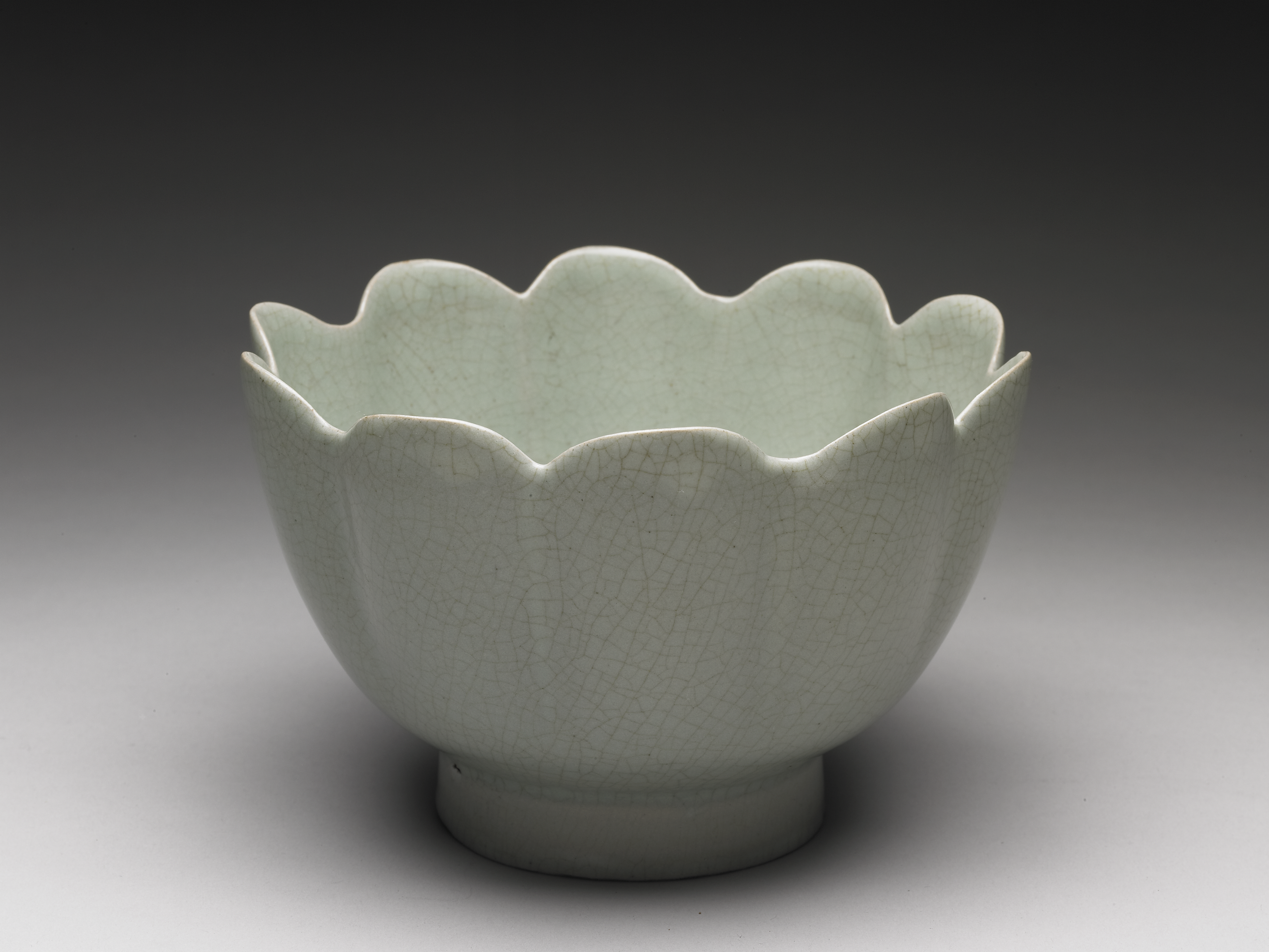
Bát giữ ấm hình hoa sen với men màu xanh lục ánh lam nhạt, gốm Nhữ.
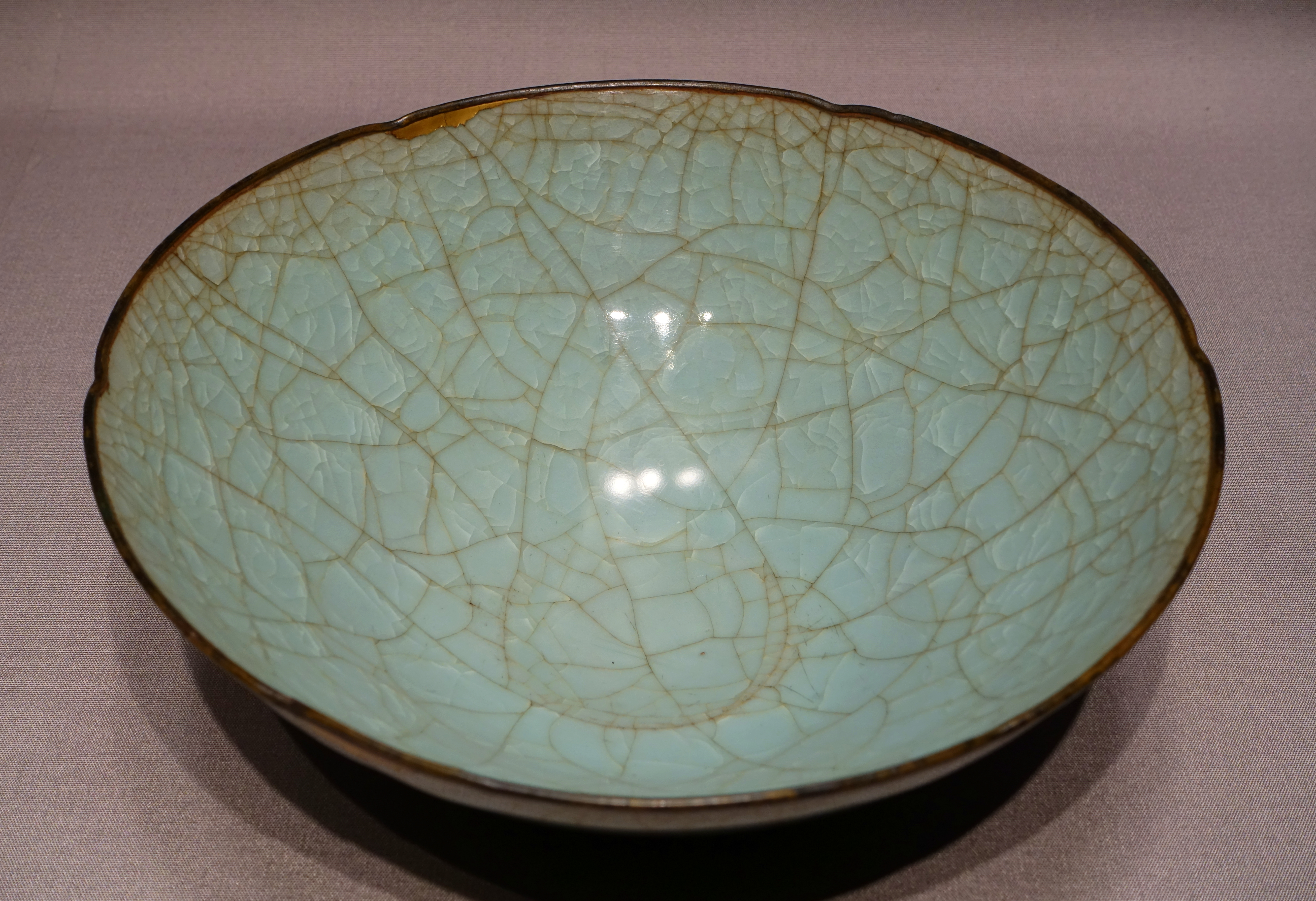
Gốm Quan, Nam Tống, khoảng năm 1100–1200.
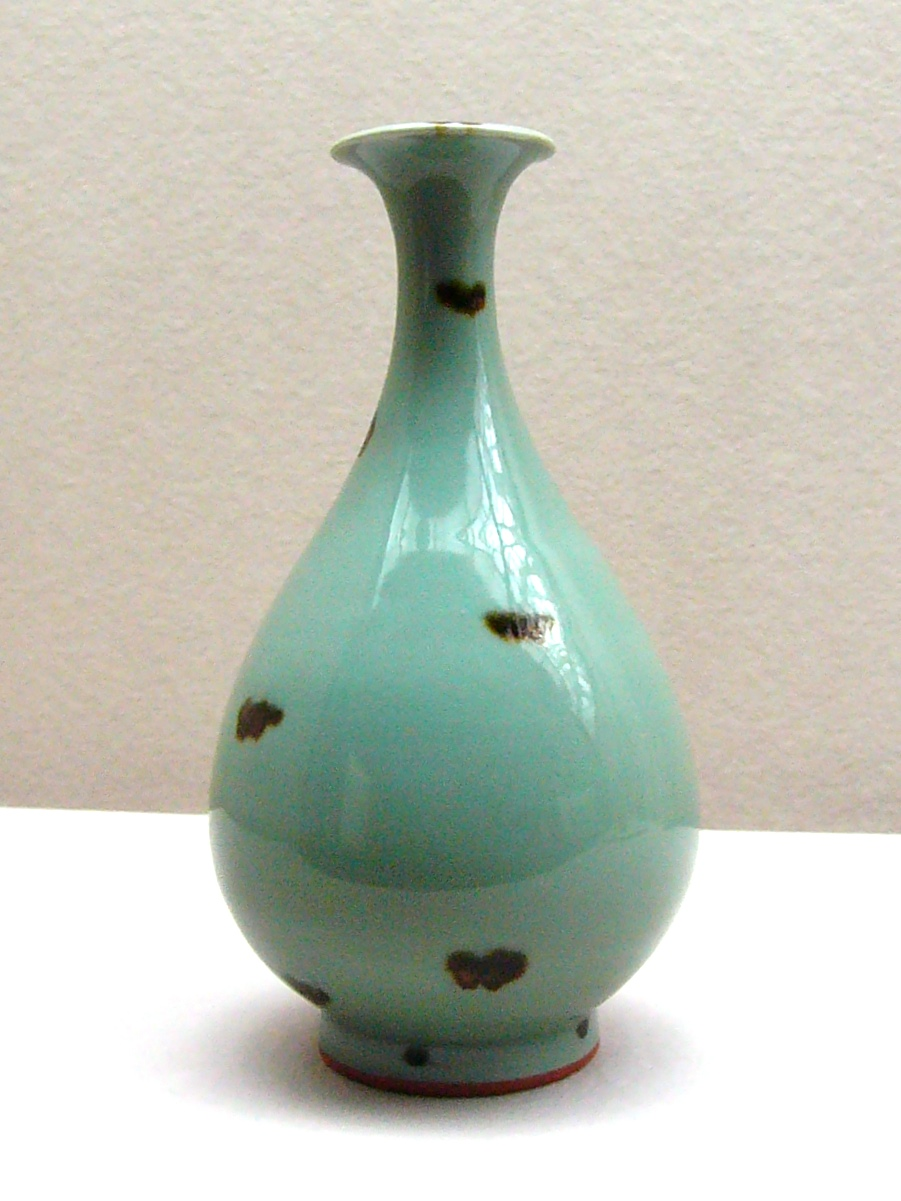
Lọ hoa hình quả lê với các đốm màu nâu gỉ sắt (飛青磁花生, phi thanh từ hoa sinh), gốm men ngọc Long Tuyền, nhà Nguyên, thế kỷ 13–14, cao 27,4 cm. Lưu giữ tại Bảo tàng Gốm phương Đông, Osaka, Nhật Bản.
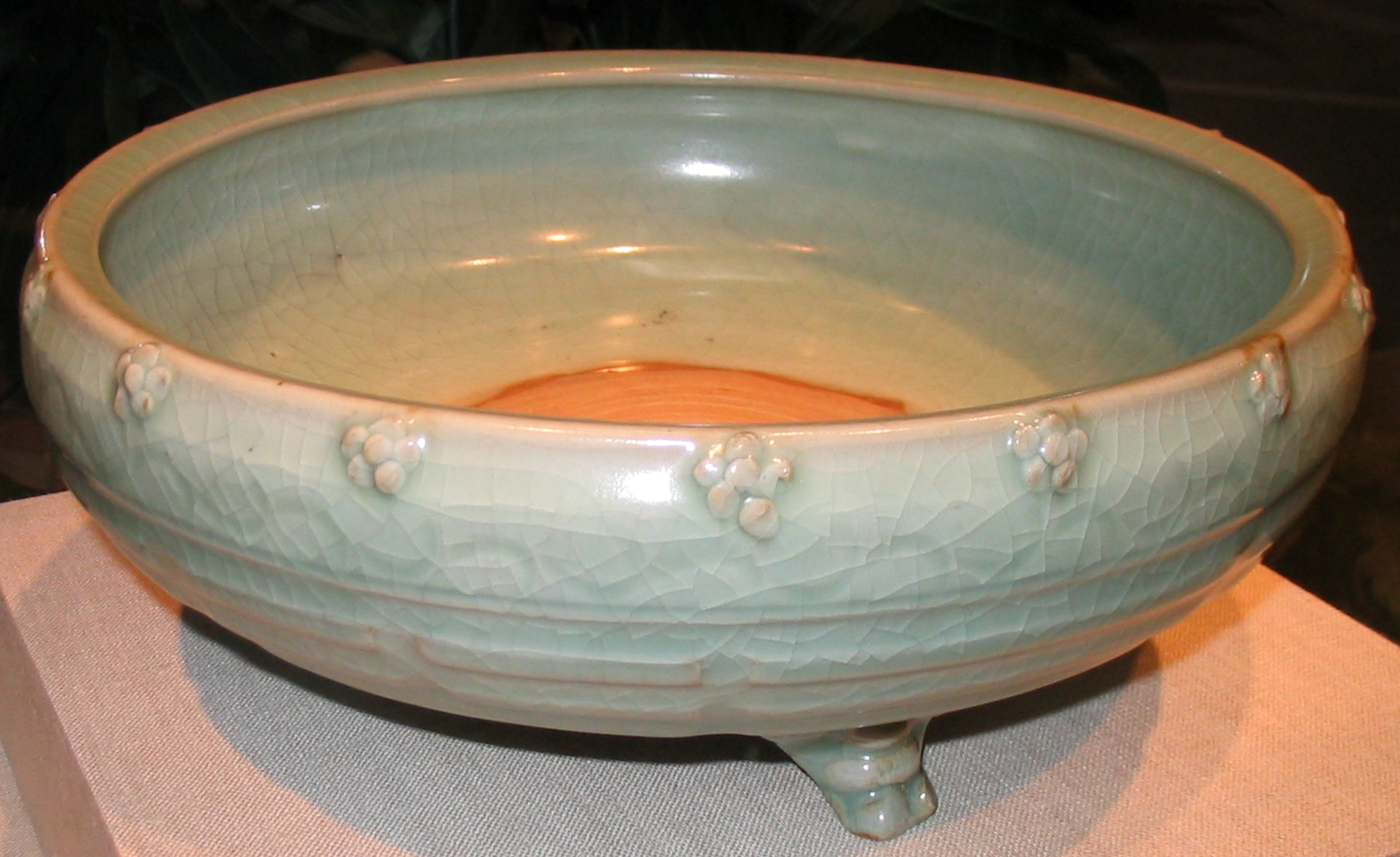
Gốm men ngọc Long Tuyền từ Chiết Giang, nhà Minh, thế kỷ 14–15.

### Gốm men ngọc Nhật Bản

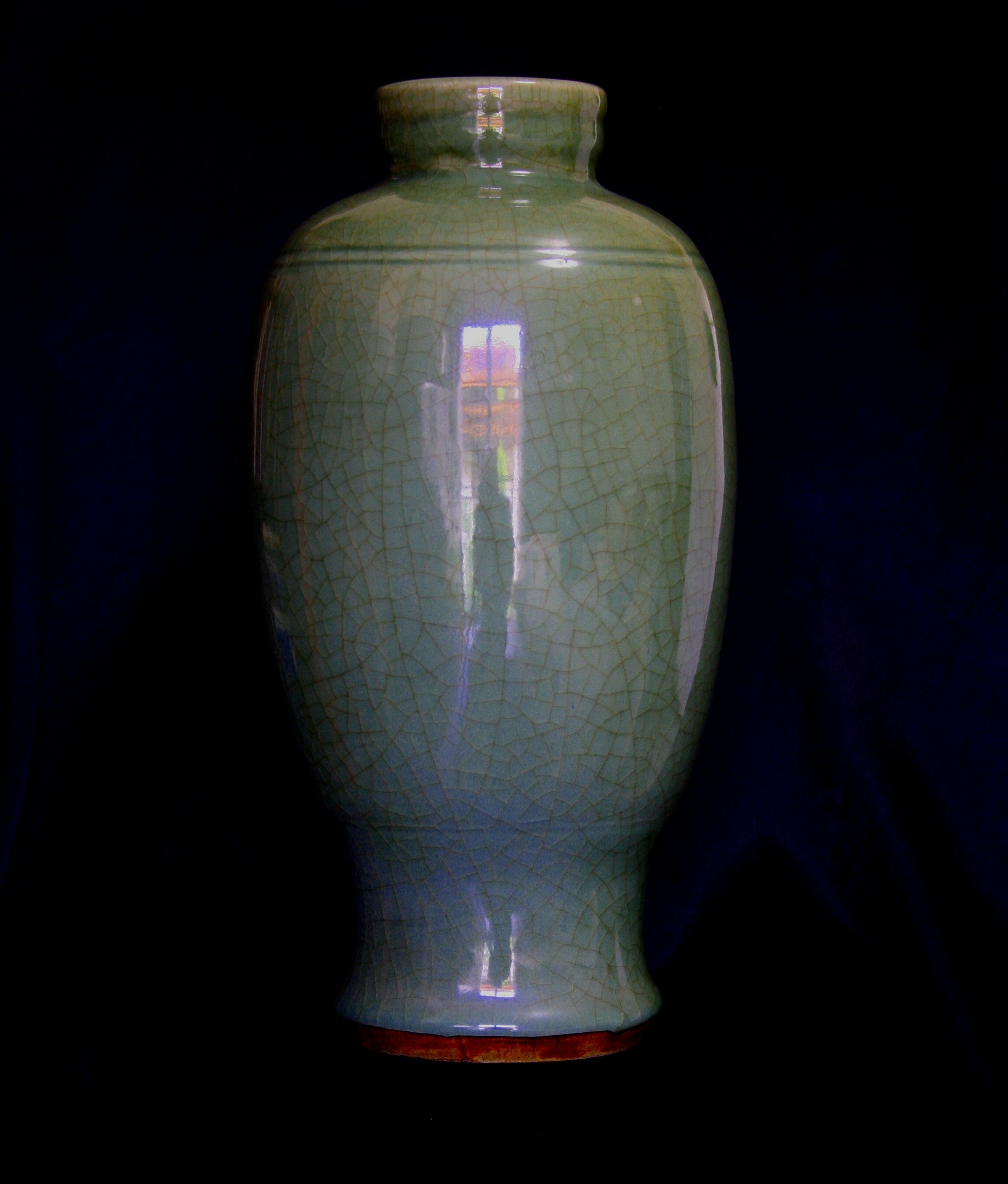
Bình gốm Kyō, thế kỷ 19.

Phát âm trong tiếng Nhật các Hán tự để chỉ gốm men ngọc màu xanh lục là seiji (青磁). Nó được du nhập từ Trung Quốc thông qua Triều Tiên từ thời nhà Tống (960–1270). Mặc dù Nhật Bản được coi là có sự đa dạng nhất về nghệ thuật gốm trong kỷ nguyên hiện đại, nhưng các thợ gốm nói chung sẽ tránh làm gốm men ngọc do tỷ lệ hỏng rất cao, lên tới 80%. Kaolinit, vật liệu gốm thường được sử dụng làm đồ sứ, cũng không có nhiều ở Nhật Bản. Một nguồn cao lanh ở Nhật Bản là từ Amakusa ở Kyushu. Tuy nhiên, một số nghệ nhân đã nổi lên với các tác phẩm nhận được sự hoan nghênh của giới phê bình về chất lượng và màu sắc của nước men đạt được, cũng như sau này về sự đổi mới của thiết kế đương đại.
Ba sản phẩm gốm men ngọc có xuất xứ Trung Quốc đã được chính phủ Nhật đăng ký là bảo vật quốc gia. Đó là hai lọ hoa từ lò gốm Long Tuyền có niên đại thời Nam Tống vào thế kỷ 13 và một lọ hoa với các đốm màu nâu gỉ sắt cũng từ lò gốm Long Tuyền có niên đại thời nhà Nguyên trong thế kỷ 13-14.
Sản xuất theo phong cách Long Tuyền tập trung xung quanh Arita và ở phiên Saga dưới sự lãnh đạo của gia tộc Nabeshima (鍋島氏, gia tộc Oa Đảo).
Đồ gốm men ngọc cũng gắn kết chặt chẽ với sứ trắng (bạch từ) hakuji (白磁). Đồ gốm tráng men với các pha trộn tinh tế của màu trắng băng ánh xanh được gọi là sứ seihakuji (青白磁). Trong tiếng Trung loại đồ gốm với nước men như thế được gọi là thanh bạch từ (sứ thanh bạch, nghĩa là sứ trắng xanh). Lịch sử sứ thanh bạch có từ thời Tống. Nó được nung mộc và trang trí bằng men chứa một lượng nhỏ sắt. Sau khi nung/hấp lại thì men chuyển sang màu ánh lam. Các nghệ nhân và khách hàng Nhật Bản có xu hướng ưa chuộng men trắng ánh xanh seihakuji hơn men xanh lục hoàn toàn.
Các sản phẩm được sản xuất thường là bát đựng trà hoặc cơm, cốc chén đựng rượu sake và đĩa, và bình đựng nước mizusashi (水指) dùng cho trà đạo, lư hương và hộp. Tuy nhiên, một số nghệ nhân gốm hậu hiện đại đã mở rộng sang lĩnh vực điêu khắc và nghệ thuật trừu tượng.
Các nghệ nhân từ đầu triều đại Chiêu Hòa (Showa) là Itaya Hazan (1872–1963), Tomimoto Kenkichi (1886–1963), Kato Hajme (1900–1968), Tsukamoto Kaiji (塚本快示) (1912–1990), và Okabe Mineo (1919– 1990), những người chuyên sản xuất đồ gốm Quan với men rạn. Tsukamoto Kaiji đã được đề cử là Nhân gian Quốc bảo sống vào năm 1983 cho các tác phẩm của ông trong lĩnh vực seihakuji. Các nghệ nhân từ giữa đến cuối thời Chiêu Hòa là Shimizu Uichi (1926–?) cũng chuyên về men rạn, Suzuki Osamu (1926-2001), Miura Koheiji (1933-?), Suzuki Sansei (1936 -), Fukami Sueharu (1947-) và Takenaka Ko (1941-). Các nghệ nhân thời triều đại Bình Thành (Heisei) là Masamichi Yoshikawa (1946-), Kawase Shinobu (1950-), Minegishi Seiko (1952-), Kubota Atsuko (1953-), Yagi Akira (1955-) và Kato Tsubusa (加藤委) (1962-).
Các nghệ nhân như Fukami Sueharu, Masamichi Yoshikawa và Kato Tsubusa cũng làm các tác phẩm trừu tượng, và các tác phẩm của họ là một phần của một số bộ sưu tập bảo tàng quốc gia và quốc tế. Kato Tsubusa làm việc với cao lanh nhập từ New Zealand.

### Gốm men ngọc Triều Tiên

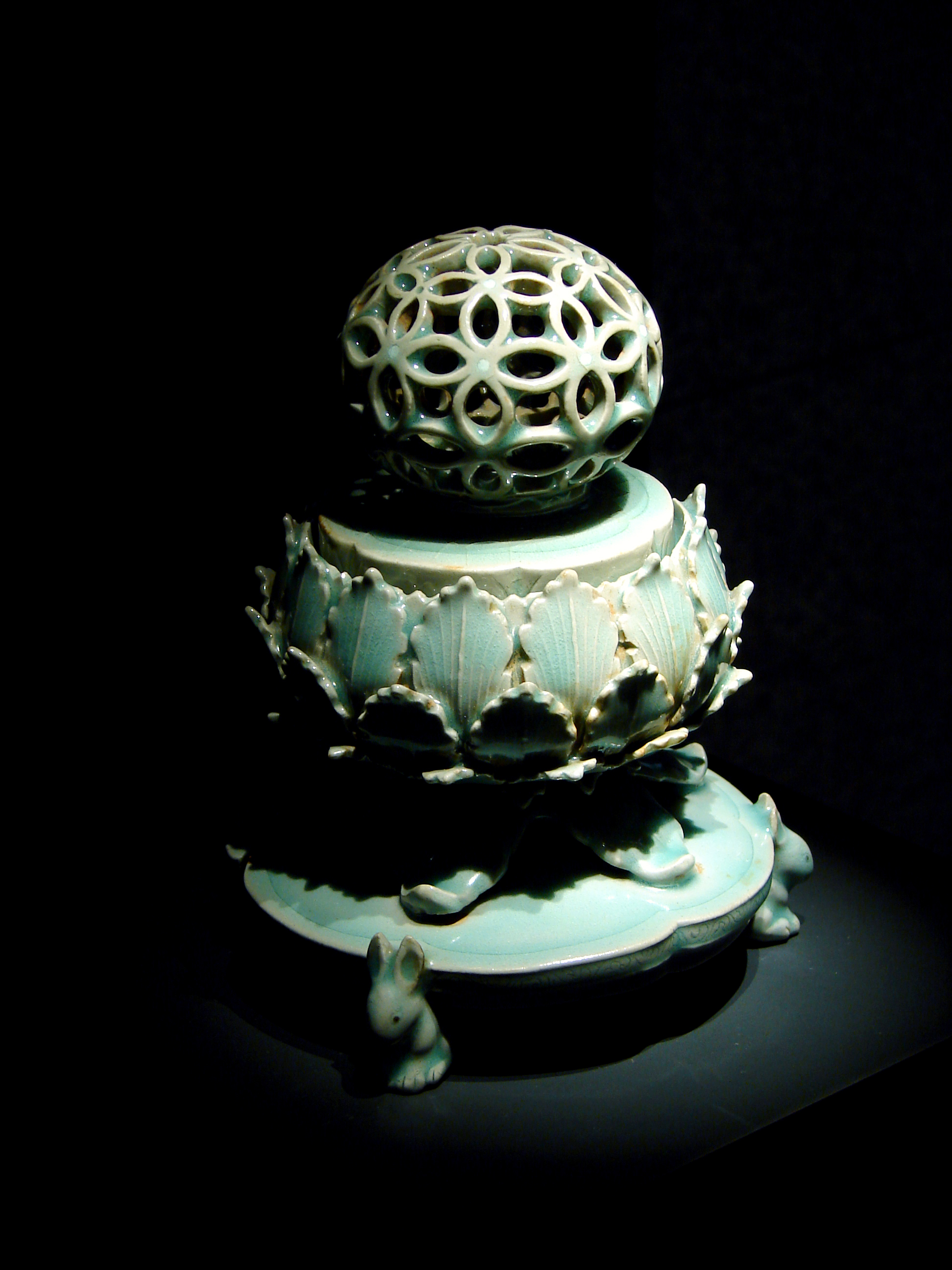
Lư hương với men màu cánh trả, Cao Ly (Quốc bảo số 95).

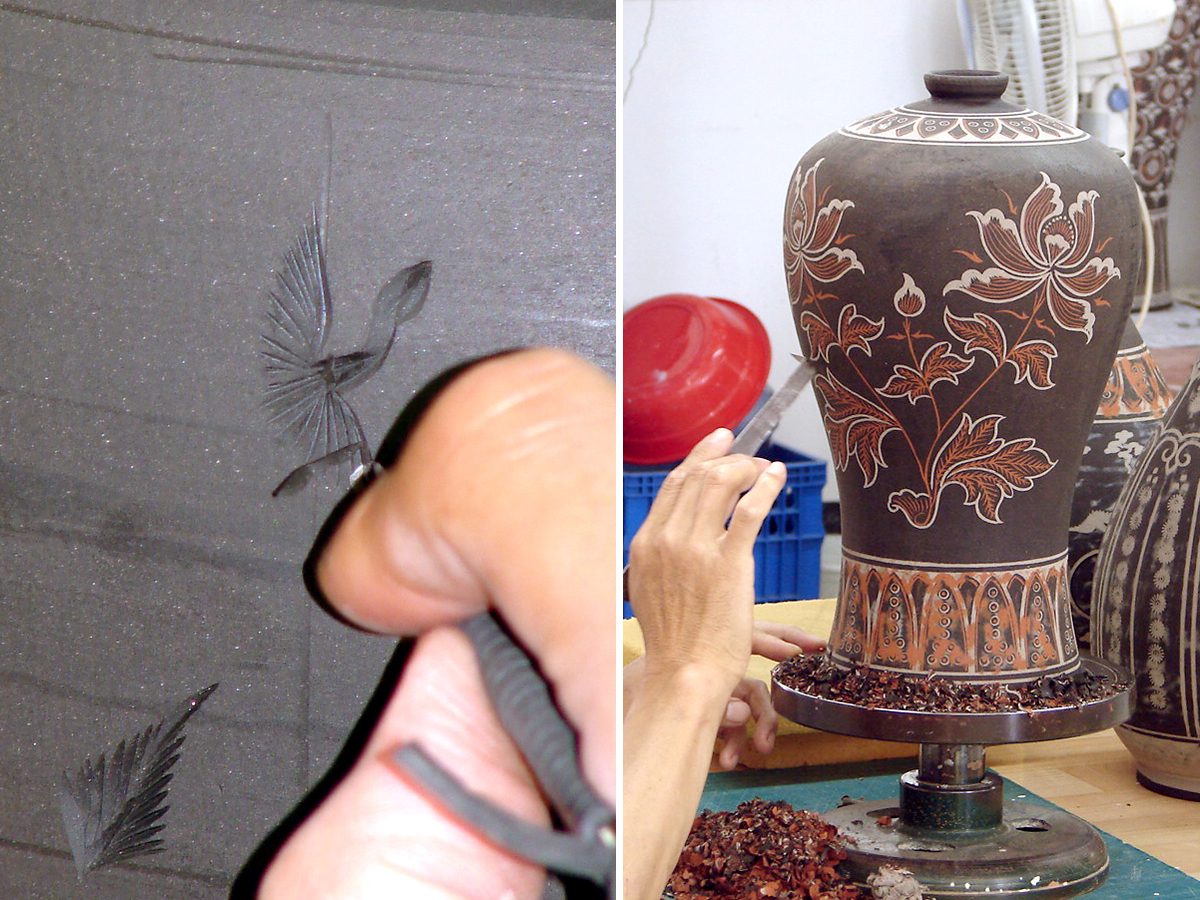
Tượng khảm (Sanggam, 상감) con hạc (trái), cạo bỏ nước áo đất sét dư thừa, được sử dụng để làm đầy chỗ khảm (phải)

Đồ gốm men ngọc Trung Hoa là mặt hàng nhập khẩu phổ biến tại Triều Tiên và nó đã truyền cảm hứng cho các thợ gốm địa phương. Các đồ gốm men ngọc chất lượng rất cao đã được sản xuất ở bán đảo Triều Tiên dưới thời Cao Ly và Triều Tiên. Các kỹ thuật khảm hình đồ gốm men ngọc được biết đến như là tượng khảm (sanggam, 상감, nghĩa đen là khảm hình), theo đó những người thợ gốm sẽ chạm trổ đồ gốm sống gần khô với các thiết kế và đặt vật liệu đất sét màu đen hoặc trắng vào bên trong chỗ chạm trổ, đã được phát minh ở Triều Tiên trong thời gian này.
Đồ gốm men ngọc Triều Tiên, còn được gọi là "đồ gốm men ngọc Cao Ly" thường có màu lục-lam nhạt. Men được phát triển và hoàn thiện trong thế kỷ 10-11 trong thời kỳ Cao Ly nên từ đó mà có tên gọi này. Đồ gốm men ngọc Triều Tiên đạt tới đỉnh cao vào thế kỷ 12 và đầu thế kỷ 13. Tuy nhiên, chiến tranh Mông Cổ - Cao Ly trong thế kỷ 13 và sự ngược đãi của chính quyền nhà Triều Tiên đã hủy hoại nghề thủ công này.
Tổ hợp lò gốm Gangjin (Khang Tân, 康津 陶窯址, 강진 도요지) đã sản xuất một lượng lớn đồ gốm Cao Ly và là một tổ hợp bao gồm 188 lò. Di chỉ lò gốm này nằm tại huyện Gangjin, tỉnh Jeolla Nam gần biển. Các dãy núi ở phía bắc cung cấp các loại nguyên vật liệu càn thiết như củi, cao lanh và thạch anh cho các thợ gốm, trong khi một hệ thống phân phối được thiết lập tốt để vận chuyển đồ gốm đi khắp bán đảo này cũng như tạo điều kiện thuận lợi cho xuất khẩu sang Trung Quốc và Nhật Bản. Di chỉ này được chính quyền Hàn Quốc đề nghị UNESCO công nhận là Di sản thế giới. Đồ gốm men ngọc từng được sử dụng làm một "linh khí" hay Chy-Tang để cầu khẩn các vị thần linh mang lại những điều tích cực tại nhiều đền miếu Triều Tiên từ thế kỷ 14.
Đồ gốm men ngọc Triều Tiên truyền thống có các yếu tố trang trí đặc biệt. Đặc biệt nhất được trang trí bằng cách phủ lớp men trên xương gốm đất sét có màu tương phản. Với các thiết kế khảm hình, được gọi là sanggam trong tiếng Triều/Hàn, những miếng nhỏ đất sét màu được khảm vào lớp đất sét nền của xương gốm. Các thiết kế chạm trổ hay chạm trổ-nước áo yêu cầu các lớp đất sét có màu khác nhau dính vào lớp đất sét nền của vật phẩm. Các lớp này sau đó được chạm khắc để làm lộ ra các màu sắc khác nhau.
Một số đồ vật có niên đại từ triều đại Cao Ly đã được chính phủ Hàn Quốc đăng ký là Bảo vật Quốc gia (Quốc bảo), chẳng hạn như chiếc ấm rồng từ thế kỷ 12 (Quốc bảo số 61), chiếc bình maebyeong với những con hạc chạm trổ sanggam (Quốc bảo số 68), một chiếc lư hương tinh xảo với màu xanh cánh trả (Quốc bảo số 95), và một bình nước hình long quy (Quốc bảo số 96).
Những người thợ gốm hiện đại, với các vật liệu và công cụ hiện đại, đã cố gắng tái tạo các kỹ thuật làm đồ gốm men ngọc Cao Ly. Một nghệ nhân của thời hậu chiến chuyên về gốm men ngọc là Tài sản Văn hóa Nhân loại sống Yu Geun-Hyeong (유근형; 柳根瀅, Liễu Căn Huỳnh) (1894–1993). Các tác phẩm của ông đã được ghi hình trong bộ phim ngắn Koryo Celadon (Gốm men ngọc Cao Ly) năm 1979. Một nghệ nhân khác cũng là Tài sản Văn hóa Nhân loại sống là Ji Suntaku (1912–1993). Làng gốm sứ Icheon có hàng trăm thợ chế tác trong các khu vực Sugwang-ri, Sindun-myeon, Saeum-dong thuộc thành phố Icheon.
Bảo tàng Quốc gia Hàn Quốc ở Seoul lưu giữ các tác phẩm gốm men ngọc quan trọng và các bảo vật quốc gia. Bảo tàng Gốm sứ Haegang và Bảo tàng Gốm men ngọc Cao Ly là hai bảo tàng khu vực tập trung vào đồ gốm men ngọc Cao Ly.

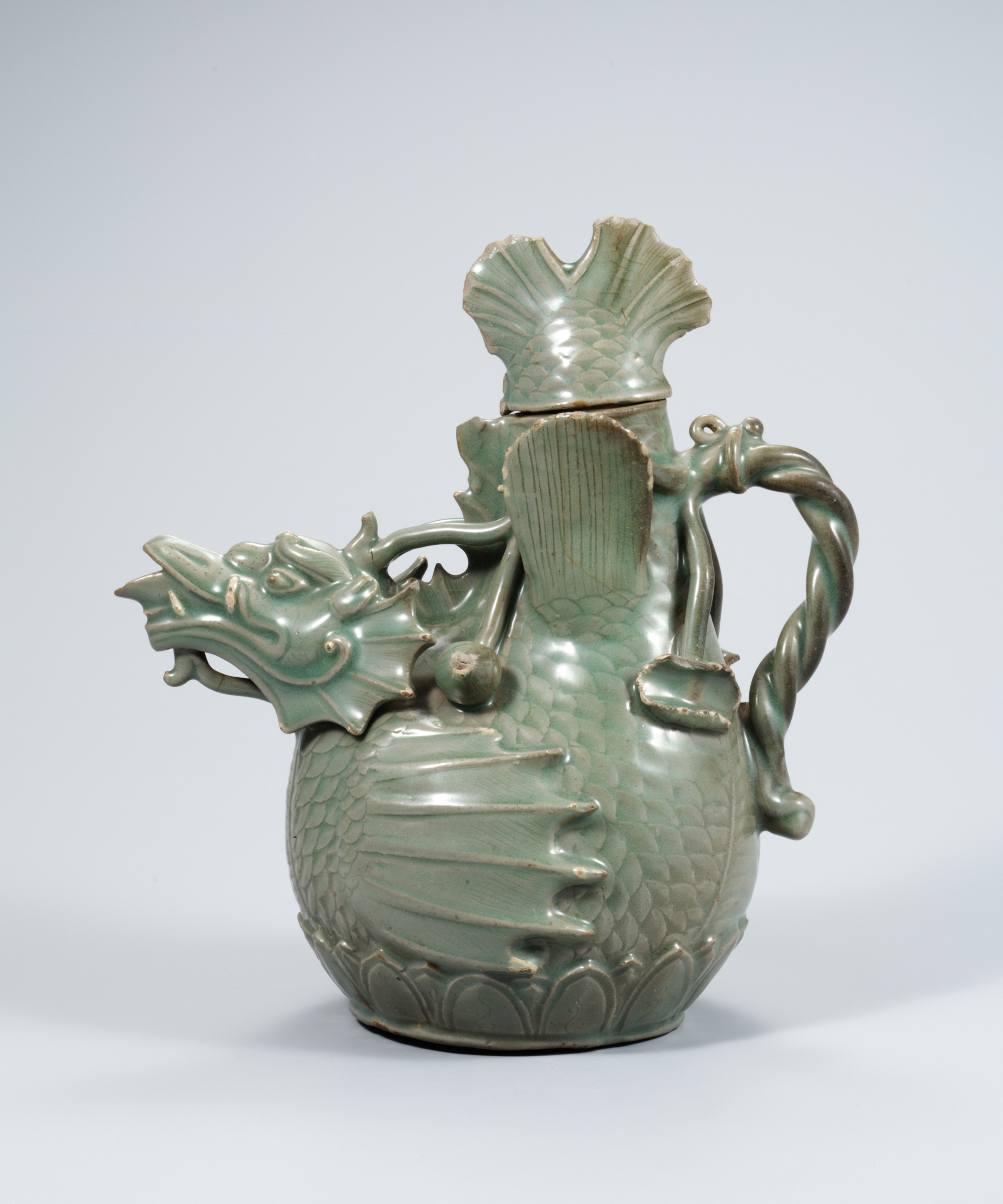
Ấm rồng, triều đại Cao Ly, thế kỷ 12 (Quốc bảo số 61).
Bình maebyeong với những con hạc chạm trổ kiểu sanggam, triều đại Cao Ly, (Quốc bảo số 68).
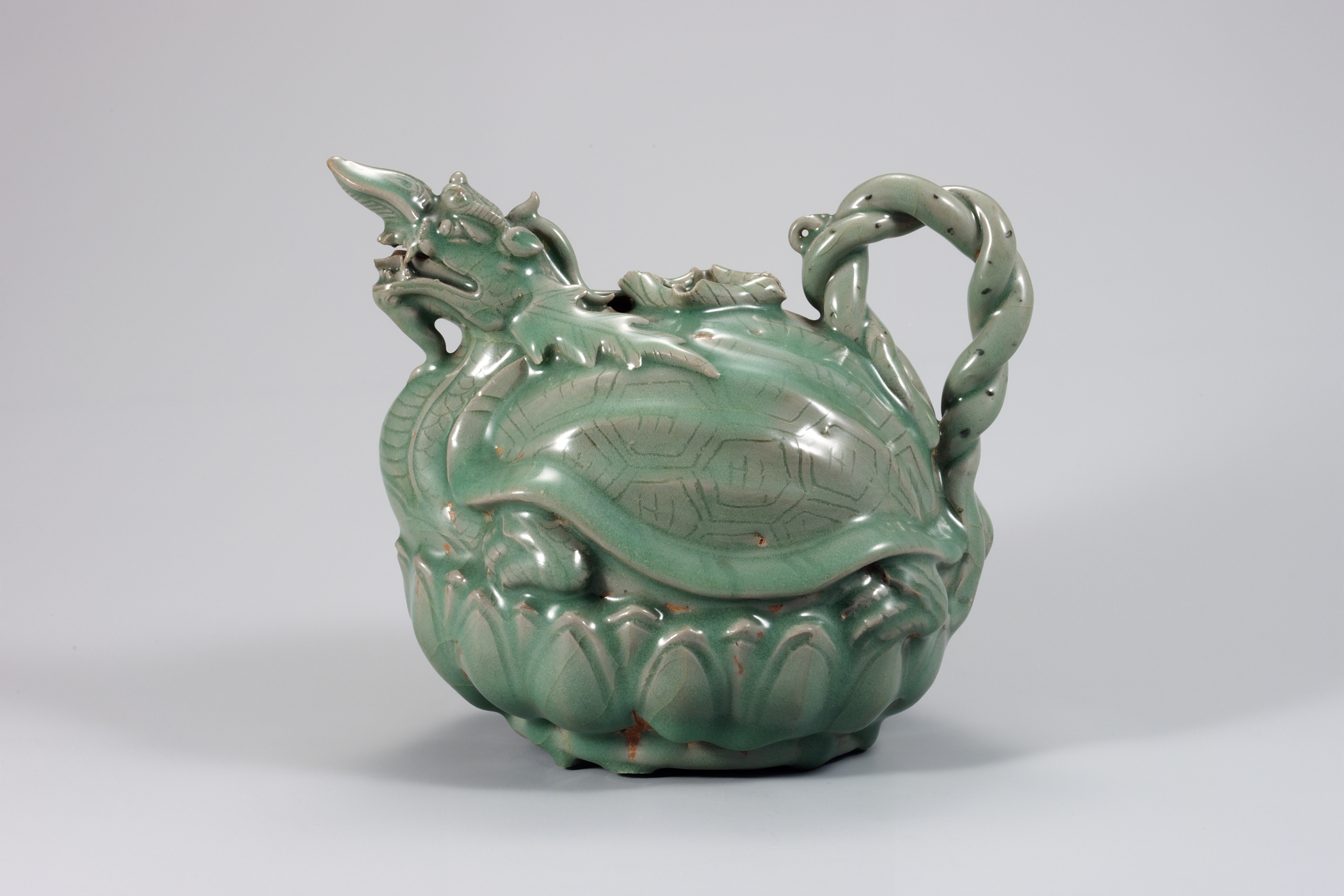
Bình nước hình long quy, triều đại Cao Ly, (Quốc bảo số 96).
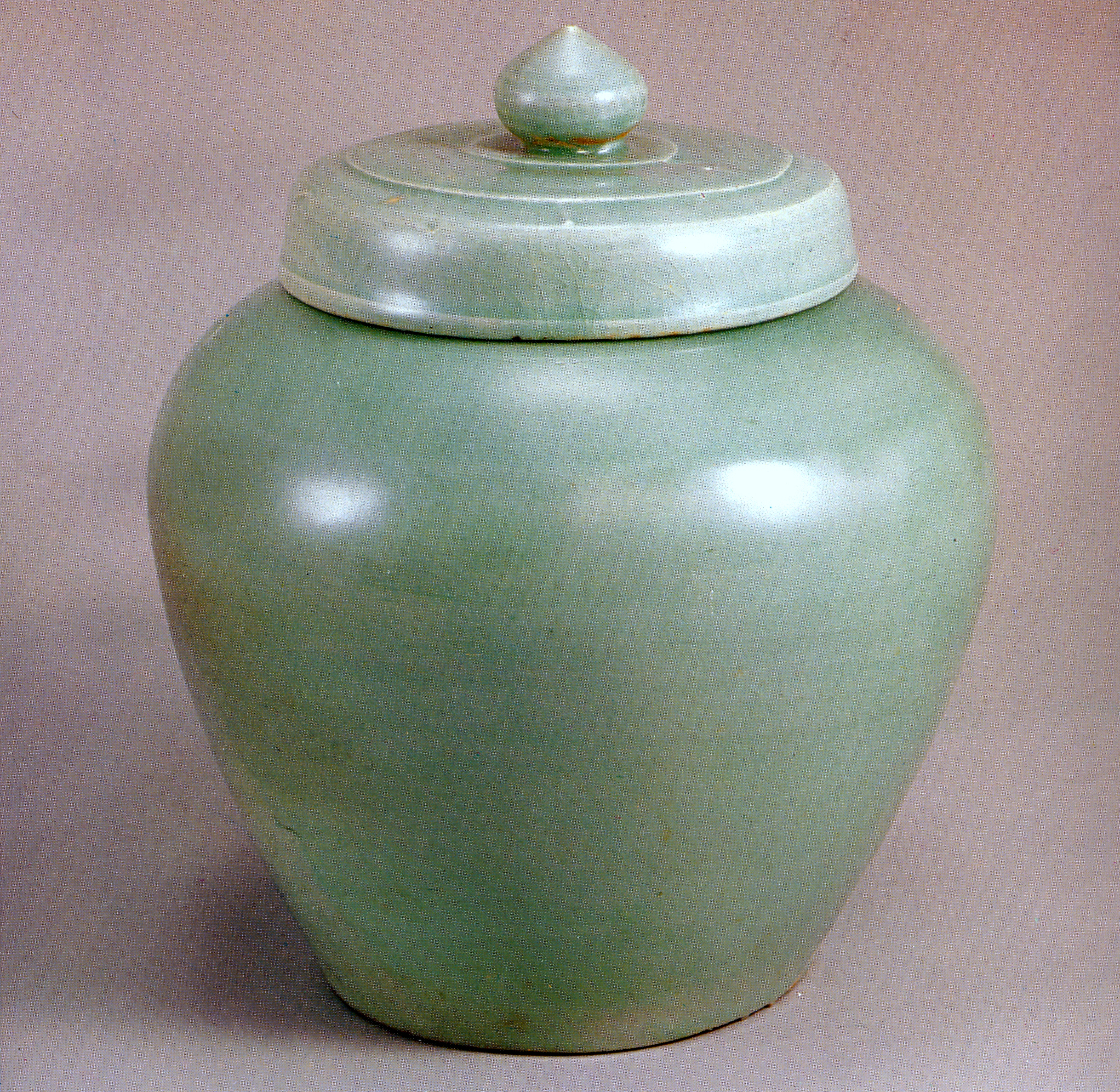
Chum có nắp đậy, triều đại Triều Tiên (Quốc bảo số 1071).

## Đông Nam Á

### Đồ gốm men ngọc Thái Lan
Gốm sứ Thái Lan có truyền thống sản xuất đồ gốm men ngọc của riêng mình. Đồ gốm Thái thời Trung cổ ban đầu chịu ảnh hưởng của đồ gốm men ngọc Trung Hoa, nhưng sau đó đã phát triển phong cách và kỹ thuật độc đáo của riêng mình. Một trong những lò nung nổi tiếng nhất dưới thời Vương quốc Sukhothai (1238-1438) là ở S(r)i Satchanalai, trong địa phận các huyện Si Satchanalai và Sawankhalok thuộc tỉnh Sukhothai ở tây bắc Thái Lan. Việc sản xuất bắt đầu vào thế kỷ 13 và tiếp tục đến thế kỷ 16. Nghệ thuật đạt đến đỉnh cao trong thế kỷ 14.

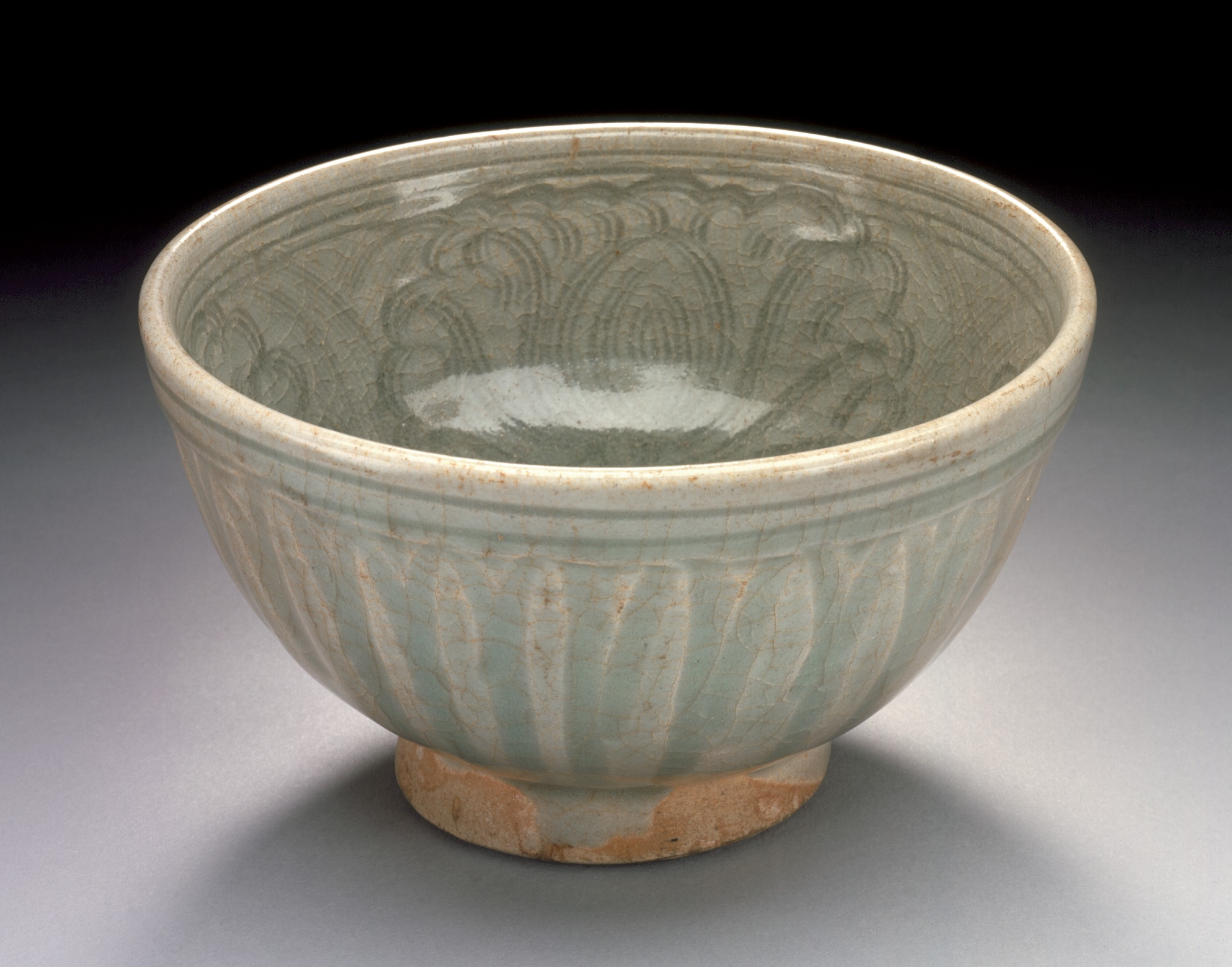
Cái bát với hình mẫu đơn chạm khắc, Sri Satchanalai, thế kỷ 15.
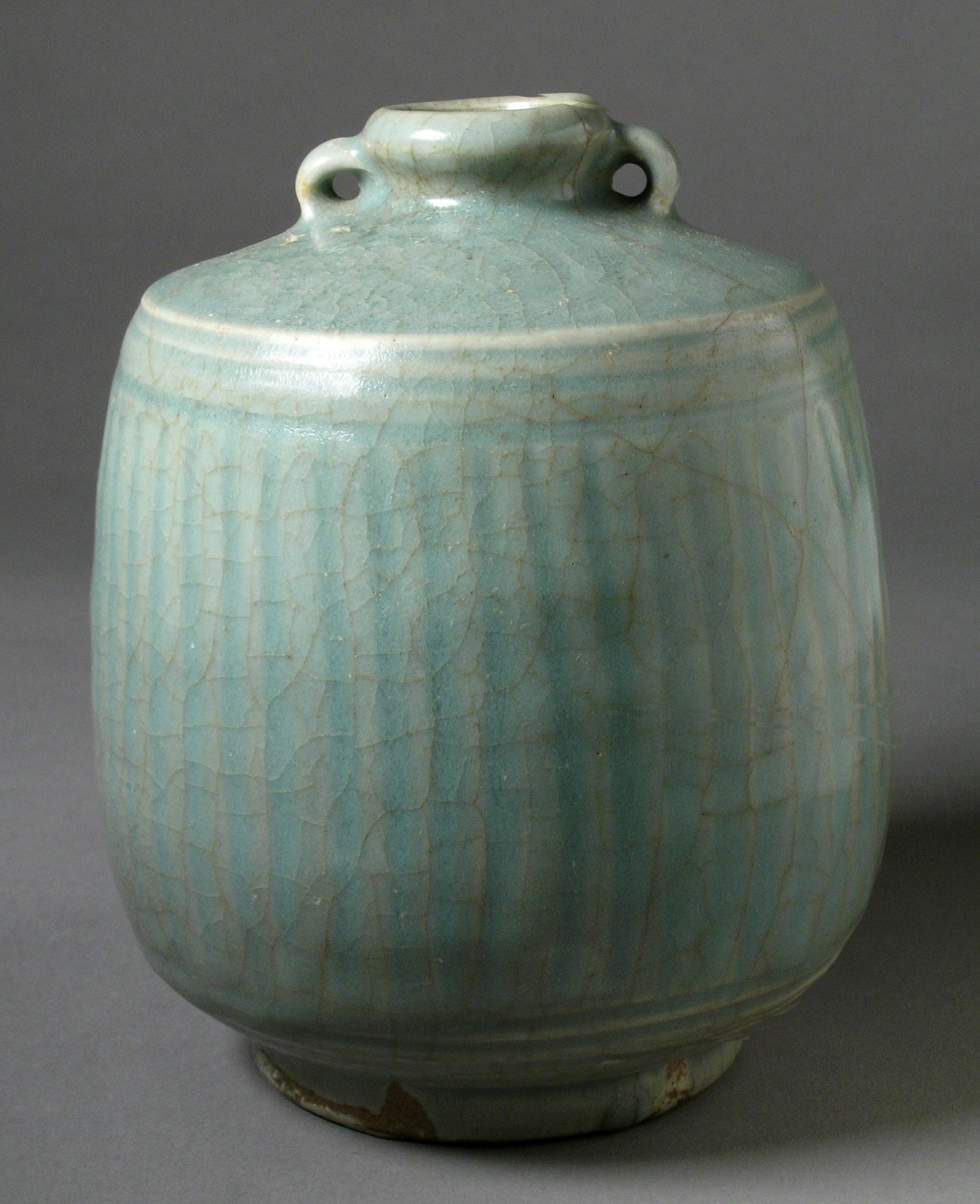
Lọ với hai đai, Sawankhalok, thế kỷ 15.

## Những nơi khác

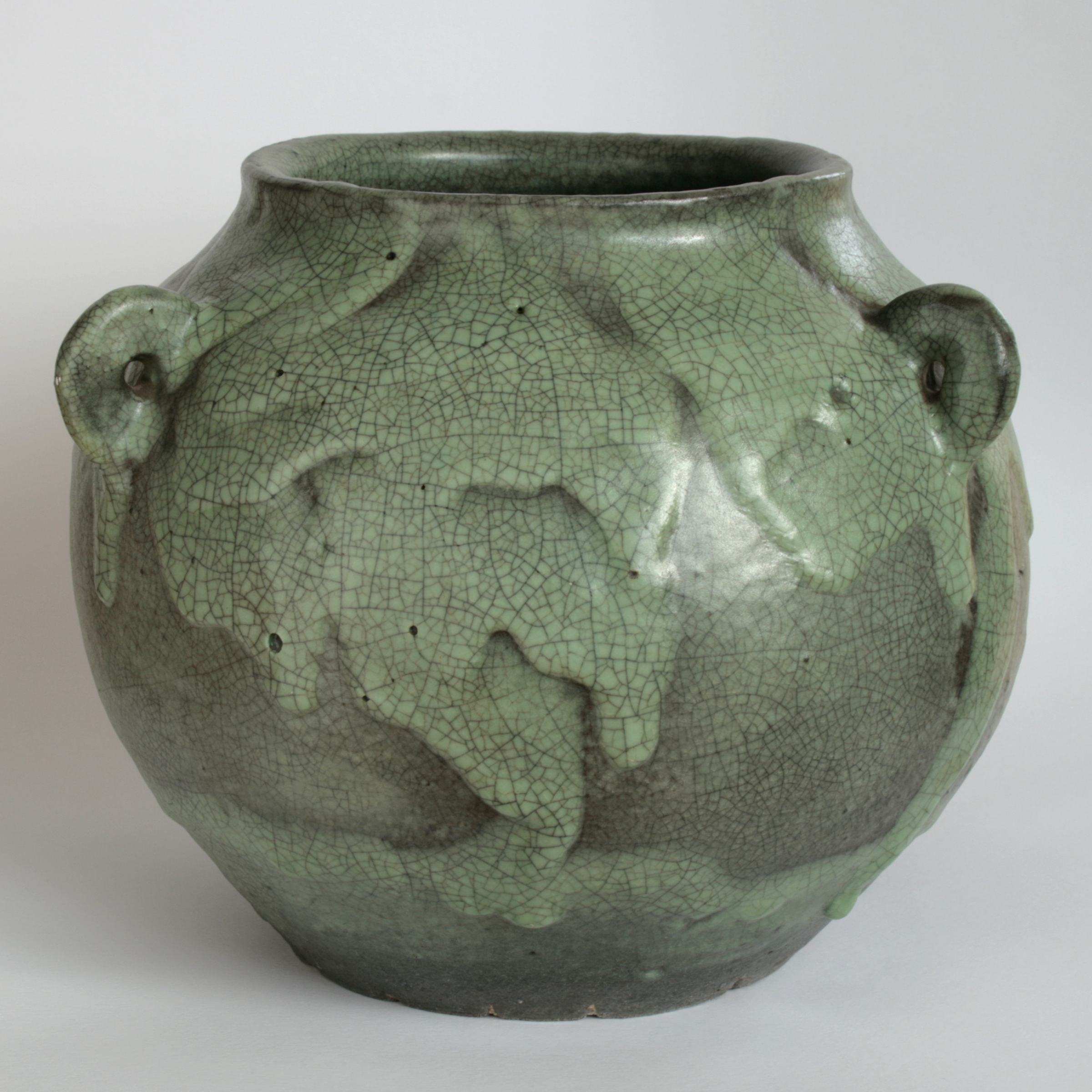
Đồ gốm tráng men ngọc, do Wanda Golakowska làm, Ba Lan, nửa sau thế kỷ 20.

Ngoài khu vực Đông Á thì một số nghệ nhân cũng làm đồ gốm men ngọc tvới các mức độ thành công khác nhau khi xét tới tiêu chí độ tinh khiết và chất lượng. Họ bao gồm Thomas Bezanson ở Tu viện Weston (Windsor, Vermont, Hoa Kỳ) và Wanda Golakowska (1901–1975) ở Ba Lan, với các tác phẩm của họ là một phần của bộ sưu tập của Bảo tàng Quốc gia Warsaw và Bảo tàng Quốc gia Kraków.